# Серебренников, Леонид Фёдорович
Леонид Фёдорович Серебренников (род. 2 октября 1947, Москва) — советский и российский певец, актёр, заслуженный артист Дагестанской АССР (1982) и Российской Федерации (2006), дипломант Всероссийского конкурса песни «Сочи-76» и Всесоюзного конкурса «С песней по жизни» (1977).

## Биография

### Ранние годы
Родился в семье служащих. Отец, участник Великой Отечественной войны, работал заместителем директора по хозяйственной части в Московском горном институте (МГИ). Мать окончила МГИ, работала инженером-маркшейдером, затем секретарем Учёного совета в Институте горного дела АН СССР имени А. А. Скочинского.
После школы поступал в Театральное училище имени Щепкина, но два раза подряд не прошёл по конкурсу. В перерывах между вступительными экзаменами работал токарем, чертёжником. На третий год Серебренников был зачислен в училище на курс народного артиста СССР, профессора Н. А. Анненкова, который окончил в 1971 году.

### Карьера
В конце 1960-х выступал с Люберецким эстрадным оркестром Люберецкого городского дворца культуры.
В 1974 году Леонид Серебренников пришел на работу в Москонцерт, став солистом эстрадного оркестра под управлением Александра Горбатых, затем был солистом Росконцерта, работал в эстрадном оркестре «Советская песня», «Современнике» под руководством А. Кролла и ансамбле «Экспресс» под руководством А. Г. Пульвера.
Голос артиста звучит в ряде кинофильмов, таких как «Обыкновенное чудо», «Д'Артаньян и три мушкетёра», «Мария, Мирабела», «Дульсинея Тобосская», «Бедная Маша», «Мелодия на два голоса» и других. Всего озвучил 43 художественных и документальных фильма.
С октября 2000 по ноябрь 2005 года вёл программу «Романтика романса» на телеканале «Культура».

### Личная жизнь
- Жена — Валентина Петровна Серебренникова, с которой познакомился на съёмках телепередачи «Утренняя почта» в конце 1970-х годов;
  - Сын — Владимир (1982 г. рожд.), работает в банке, женат, супругу зовут Евгения.

## Фильмография
- 1978 — «Мелодии одной оперетты» — Мустафа
- 1980 — «История одного подзатыльника» — певец
- 1980 — «Коней на переправе не меняют» — шофёр
- 1981 — «Это было за Нарвской заставой» — Пётр Петрович Нечай / Ильюшка Самойлов, гармонист-певец в трактире «Эльдорадо»
- 1988 — «Пилоты» / Piloti (СССР, ЧССР) — старший лейтенант
- 1993 — «Возвращение кота Леопольда» — исполнитель песни «Суперкот»
- 1999 — «Опять надо жить» — отец Ольги